# Micropterix huemeri
Micropterix huemeri là một loài bướm đêm thuộc họ Micropterigidae. Nó được Kurz, Kurz & Zeller miêu tả năm 2004. It is probably endemic of the geologically isolated region of the Marguareis in Pháp.
Con trưởng thành bay in high alpine vùng đồng cỏ (at elevations higher than 2,000 mét) in tall herbaceous vegetation around boulders vào tháng 7.
Chiều dài cánh trước khoảng 3.9 mm đối với con đực và 4.4 mm đối với con cái.